# Pataky Ilona
Pataky Ilona egyetemi docens, igazságügyi klinikai és mentálhigiénés felnőtt- és gyermek-szakpszichológus, szakértő neuropszichológus.

## Szakmai pályafutása
Számos végzettséggel rendelkezik: kandidátusi cím (1981), egyetemi diploma (1973), klinikai szakpszichológus (1982), neuropszichológus (2001), igazságügyi pszichológus (2001).
Klinikai pszichológia, neuropszichológia, igazságügyi pszichológia, pályaszocializáció, módszertani készségfejlesztés és Rorschach területeken oktat.
Kutatási területei a neuropszichológia és az igazságügyi pszichológia.

## Életút
A PPKE Pszichológiai Intézetének vezetését 2003-ban vette át. A katolikus szellemiség mint vezérlő elv, amelynek mentén az Intézetet irányítja, Pataky életében meghatározó. A Magyar Pszichológiai Társaság Etikai Bizottságában kutató tevékenységet folytat. Igazságügyi pszichológusi végzettsége következtében számos jogi procedúra, bírósági ügy szemtanúja volt. Fő szakterülete az afázia gyógyítása. Az Afázia Egyesület elnökeként heti rendszerességgel tart csoportos foglalkozásokat.